# Iguala de la Independencia (kommun)
Iguala de la Independencia är en kommun i Mexiko.   Den ligger i delstaten Guerrero, i den södra delen av landet, 130 km söder om huvudstaden Mexico City. Antalet invånare är 140 363. Arean är 567 kvadratkilometer.
Terrängen i Iguala de la Independencia är kuperad åt sydost, men åt nordväst är den bergig.
Följande samhällen finns i Iguala de la Independencia:
- Iguala de la Independencia
- Fermín Rabadán Cervantes
- Colonia 15 de Septiembre
- Colonia Francisco Villa
- Colonia Rancho del Cura
- Colonia Loma de los Coyotes
- Colonia California
- Colonia Renacimiento
- Colonia Vista Hermosa
- El Mezquite
- Olea
- Colonia Santa Elena